# Хачукаев, Хизир Мусаевич
Хизи́р Муса́евич Хачука́ев (род. 6 мая 1964, Темиртау, Карагандинская область, Казахская ССР, СССР) — чеченский военный-командир, бригадный генерал армии Ичкерии. Руководитель обороны села Бамут во время Первой чеченской войны. Заместитель и представитель Руслана Гелаева. Затем — командир Галанчожского полка ВС ЧРИ, командующий Западным Фронтом ВС ЧРИ. 23 ноября 2005 года сложил оружие перед российскими властями.

## Биография
Родился 6 мая 1964 года в Темиртау Казахской ССР в семье ссыльных. В конце 1960-х годов его семья вернулась в ЧИАССР и поселилась в Сунженском районе. По национальности чеченец из тайпа Терлой.

### Первая Чеченская война
Накануне Первой Чеченской войны Хачукаев находился в Бамуте, став с началом боевых действий командиром местного гарнизона. Под его началом собралось 120 боевиков. В последующем хачукаевский отряд достиг более 300 боевиков. Он получил название Галанчошский полк и считался одним из самых боеспособных формирований боевиков.
Хачукаев со своим Галанчошским полком сил специального назначения Ичкерии в период первой кампании вёл военные действия на западном фронте (район Бамут — Самашки — Ачхой-Мартан — Катыр-Юрт — Новый Шарой).
С 10 марта 1995 до 24 мая 1996 года хачукаевское спецподразделение обороняло Бамут. Среди чеченцев его тогда прозвали «героем Бамута».
В августе 1996 года участвовал в боях в Грозном; в ходе боёв успешно провёл переговоры с отрядом российского спецназа, захватившим заложников в городской больнице № 9.

### Межвоенный период
После окончания Первой Чеченской войны был назначен главой «Оперативной правительственной группы по восстановлению районов, пострадавших во время боевых действий». Затем участвовал в кровавых событиях в Гудермесе, где пришлые ваххабиты пытались силой установить порядки «чистого ислама». Высказывал свои либеральные взгляды и своё видение независимой Чечни, где последователи различных религий могли бы свободно исповедовать свою веру.
В Правительстве Масхадова Хизир Хачукаев возглавлял Министерство государственного снабжения Ичкерии.
В негласной «Табели о рангах» Хачукаев занимал место в первом десятке чеченских полевых командиров.

### Вторая Чеченская война
Во Вторую чеченскую войну «Шейх» командовал Юго-Восточным сектором обороны Грозного. Тогда, в январе 2000 года лично расстрелял парламентёра боевиков, который вёл переговоры с Бесланом Гантамировым о сдаче кварталов чеченским милиционерам. Хачукаевский отряд понёс в те времена в Грозном большие потери, но смог выбраться из чеченской столицы, а затем соединился с силами Гелаева. Обе группировки боевиков были разбиты в боях за Комсомольское. Оттуда Гелаев с остатками своего формирования ушёл в Грузию, а Хизир остался в Чечне на правах «полномочного представителя».
В том 2000 году «Шейх» получил серьёзное ранение в ногу и с тех пор себя активно не проявлял. Долгое время скрывался в Ингушетии. С той поры с Хизиром вёл переговоры о его переходе на российскую сторону Заместитель Полпреда Президента России по ЮФО Владимир Боковиков. Через Хачукаева Ахмат Кадыров вёл переговоры с Гелаевым о сдаче его полуторатысячного отряда. Контакт был налажен в августе 2000 года.
В конце 2000 года Хачукаев был одним из тех, с кем вели переговоры в Назрани Ахмат Кадыров и Владимир Боковиков. Если бы эти переговоры закончились успешно, отряд Хачукаева должен был сложить оружие. Договориться не удалось, зато Масхадов разжаловал генерала Хачукаева в рядовые. Руслан Гелаев же прислал из Грузии видеокассету с заявлением о том, что «на переговоры с российскими оккупантами не пойдёт». С тех пор до 2002 года о судьбе Хачукаева поступали крайне отрывочные сведения. Одни источники утверждали, что он находится в горах и набирается сил для партизанской войны. Другие говорили, что он уехал за границу.
В начале 2002 года в Региональный штаб в Ханкале пришла информация, что в районе села Старые Атаги обосновался «бригадный генерал» Хизир Хачукаев. Зимой, как позднее сообщалось в прессе, отряд «Шейха» изрядно потрепали в горах российские военные — боевики нуждались в тепле и отдыхе. Хачукаев уже считался заместителем Хаттаба. Сначала он устраивал засады и диверсии против военных колонн и расстреливал гражданских чиновников. Затем, когда кончились деньги, из «идейного борца» переквалифицировался в обычного уголовника: по ночам заходил в дома и, угрожая оружием, грабил земляков.
28 января — 7 февраля 2002 года федеральные силы проводили операцию на территории села. В ночь на 12 февраля отряд «Шейха» устроил засаду на Оперативную группу российских войск, состоявшую из двух бойцов «Альфы» и двух бойцов Красноярского УФСБ. После расправы над силовиками Старые Атаги были блокированы частями Минобороны и Внутренних войск. До 15 февраля продолжались бои. 16 боевиков, включая главаря Хачукаева, как сообщалось, были уничтожены.
Однако Хачукаев не погиб. Его родственники сослались на то, что на днях видели его живым и невредимым. Позднее информацию о смерти Хизира опроверг один из сотрудников Службы безопасности Аслана Масхадова. По его словам, Хачукаева очень развеселило заявление представителей российских спецслужб о его гибели.
Несколько лет Хачукаев скрывался в Ингушетии, ведя переговоры о сдаче с Ахмат-Хаджи Кадыровым. Как пишет Павел Евдокимов: «Очевидно, всё это время генерал оставался в лесу только по одной причине: гарантировать ему иммунитет от уголовного преследования никто не брался. Но накануне выборов Рамзан смог „разрулить“ эту ситуацию. В итоге его „официальную явку с повинной“ перенесли на более поздний срок и приурочили к голосованию. А выступление по ЦТ с призывами „прекратить бессмысленное сопротивление“ (это к боевикам) и идти на выборы (это к жителям Чечни) стало, как сообщала пресса, „весьма сильным ходом со стороны первого вице-премьера, организовавшего всю эту пропагандистскую акцию“».
23 ноября 2005 года Хизир Хачукаев сложил оружие, распустил своё вооружённое формирование и сдался российским властям. Хизир призвал ещё воюющих боевиков последовать его примеру и выступил в программе «Время» с назиданием всем чеченцам прийти на парламентские выборы. Амнистирован.

## В литературе
- Евгений Горохов. Кровь алая-2. Помни о жизни. — Litres, 2022-05-15. — 405 с. — ISBN 978-5-04-160368-7.
- Орлов О. П. «Россия — Чечня — цепь ошибок и преступлений».
- Событиям в Старых Атагах посвящён роман Вячеслава Миронова «Охота на Шейха» (в другом издании — «Глаза войны»).
- Александр Латаев «литературный дневник. Битва за Бамут».